# Michael von Melas
Michael Friedrich Benedikt Freiherr von Melas (Radeln, 12 maggio 1729 – Elbeteiniz, 31 maggio 1806) è stato un generale austriaco dell'epoca napoleonica.

## Biografia
Il barone Michael von Melas nacque a Radeln, in Transilvania, da una famiglia di discendenza greca. Ancora giovane, si arruolò nell'esercito austriaco, entrando in un reggimento di fanteria nel 1746. Come aiutante di campo del feldmaresciallo Leopold Joseph von Daun prese parte alla guerra dei sette anni, raggiunse il grado di colonnello nel 1781 e quello di maggior generale nel 1789. Nel 1793, comandò una brigata sulla Sambre. Combatté come luogotenente feldmaresciallo nel 1794 sul Basso Reno e nel 1795 sul Medio Reno, ove, dopo la ritirata di Beaulieu, fu per lungo tempo comandante supremo.
Alla fine del 1798, venne destinato a capo del quartier generale del principe Federico d'Orange-Nassau, comandante dell'armata d'Italia, in vista della campagna che si annunciava per l'anno successivo. L'improvvisa morte del principe, il 6 gennaio 1799 a Padova, per un'infezione, costrinse l'arciduca Carlo, comandante in capo degli eserciti imperiali, a passare il comando a Melas.
Giunto in Italia nell'aprile 1799, divenne un subordinato del generale russo Suvorov, a cui era stato affidato il comando dell'intero esercito della coalizione in Italia. Nonostante la sua anziana età, era un comandante molto energico e combatteva spesso, dando l'esempio ai suoi uomini. I primi scontri nella sua avventura in Italia furono quelli della battaglia di Cassano d'Adda, dove, al comando di un gruppo di granatieri, superò la resistenza dei francesi sul canale Ritorto e sfondò la linea difensiva di Moreau sull'Adda, tra Cassano e Vaprio. Il suo intervento fu quindi decisivo per la vittoria degli alleati. Liberata Milano il giorno successivo, con tanto di ingresso trionfale ed una folla festante ad acclamare il ritorno degli asburgici, vi stabilì un governo provvisorio, di orientamento filo-austriaco, con sé stesso nel ruolo di governatore. Volendo evitare scene di barbarie tra le strade della città, punì severamente chi si dava ai saccheggi o perseguitava i repubblicani prima che questi fossero consegnati alle autorità.
Partecipò ad un inconcludente scontro nei pressi di Marengo nel maggio dello stesso anno. Successivamente, assieme a Suvorov, sconfisse i francesi di Macdonald sulla Trebbia, e quelli di Joubert a Novi Ligure.
Dopo che il generale russo si era allontanato in Svizzera per affrontare Massena assieme al suo esercito, Melas, al comando supremo di 40000 soldati austriaci, batté il 4 novembre presso Genola il generale francese Championnet e si impadronì di Cuneo. Nel 1800, era riuscito a respingere le forze di Massena, nel frattempo inviato in Italia, sulla riviera ligure, e le costrinse a rifugiarsi a Genova, dove le prese d'assedio. Si era inoltrato fino al dipartimento del Var e preparava l'invasione in Provenza, quando il generale Bonaparte, rientrato dalla campagna d'Egitto, giunse alle sue spalle attraversando le Alpi occidentali ed interruppe le sue linee di comunicazione. Appena concluso un armistizio con l'esercito francese bloccato a Genova, si diresse verso il Piemonte, dove sperava di riuscire a sconfiggere i francesi e a concludere la guerra.
Cercò di reagire affrontando i francesi a Marengo. Napoleone riteneva che gli austriaci non avessero sufficienti forze per attaccarlo e voleva cercare una posizione migliore, quindi inviò la divisione del generale Desaix lontano dal campo di battaglia. Pur non sapendo di essere passato in superiorità numerica, il giorno seguente, attaccò i francesi a sorpresa con tutte le proprie forze, mentre questi si stavano spostando verso nord. Gli austriaci riuscirono a cacciare i francesi da Marengo verso le 15:00 ed assaporavano già la vittoria quando, poco dopo, i rinforzi di Desaix, richiamati da Napoleone, si presentarono sul campo di battaglia: le stanche truppe austriache non poterono far nulla per contrastarli. Alle 21:00, le truppe austriache si erano ritirate nella vicina Alessandria: la vittoria era francese.
Totalmente scoraggiato, firmò la convenzione di Alessandria, in base alla quale dovette ritirarsi ad est del fiume Mincio. Contestualmente, rassegnò le proprie dimissioni, lasciando il generale Bellegarde al comando dell'armata austriaca in Italia. Venne trasferito a comandante generale della Boemia, sinché, nel 1803, si ritirò a vita privata. Morì tre anni dopo a Týnec nad Labem, nella Repubblica Ceca, ed è ivi sepolto con la moglie.

## Nella cultura di massa
- Nel secondo atto dell'opera Tosca di Giacomo Puccini, il barone Scarpia nomina Melas all'arrivo della notizia della sconfitta di Marengo.